# Херкулес (съзвездие)
Вижте пояснителната страница за други значения на Херкулес.
Херкулес е съзвездие в Северното небесно полукълбо. Носи името на древногръцкия герой Херкулес, преминал 12 трудни изпитания!
Херкулес е едно от най-големите съзвездия върху цялата небесна сфера. Вижда се високо на хоризонта, приблизително в зенита, през юлските нощи. Заобиколено е от съзвездията Стрела, Орел, Змиеносец, Северна корона, Воловар, Дракон, Лира и Малка лисица.
В ясна нощ в Херкулес могат да се видят с просто око около 140 звезди, но общо взето те са твърде слаби. Най-ярките звезди в съзвездието са от
трета звездна величина. В геометричната фигура на съзвездието, като прибавяли и слабите групи от звездички, хаотично разпръснати около по-ярките звезди, древните гърци виждали гигантската фигура на най-прославения митически герой Херкулес. С дясната си ръка той е вдигнал високо огромен боздуган, а с лявата си ръка стиска двете змии, които е удушил още като бебе, когато го нападнали в люлката му. На мощните си рамене като плащ е наметнал кожата на Немейския лъв, който е убил още като младеж. На звездните карти Херкулес се изобразява с главата към юг, а краката към север.
Херкулес е съзвездие, богато на интересни обекти, някои от които е възможно да бъдат наблюдавани с просто око.